# جورج إس. بروكس
جورج إس. بروكس (بالإنجليزية: George S. Brooks)‏ هو كاتب مسرحي أمريكي، ولد في 7 فبراير 1895، وتوفي في 1961.

## وصلات خارجية
- جورج بروكس على موقع IMDb (الإنجليزية)
- جورج بروكس على موقع قاعدة بيانات برودواي على الإنترنت (الإنجليزية)